# Ferrières (Somme)
Ferrières és un municipi francès situat al departament del Somme i a la regió dels Alts de França. L'any 2007 tenia 467 habitants.

## Demografia

### Població

El 2007 la població de fet de Ferrières era de 467 persones. Hi havia 177 famílies de les quals 34 eren unipersonals (13 homes vivint sols i 21 dones vivint soles), 71 parelles sense fills, 59 parelles amb fills i 13 famílies monoparentals amb fills.

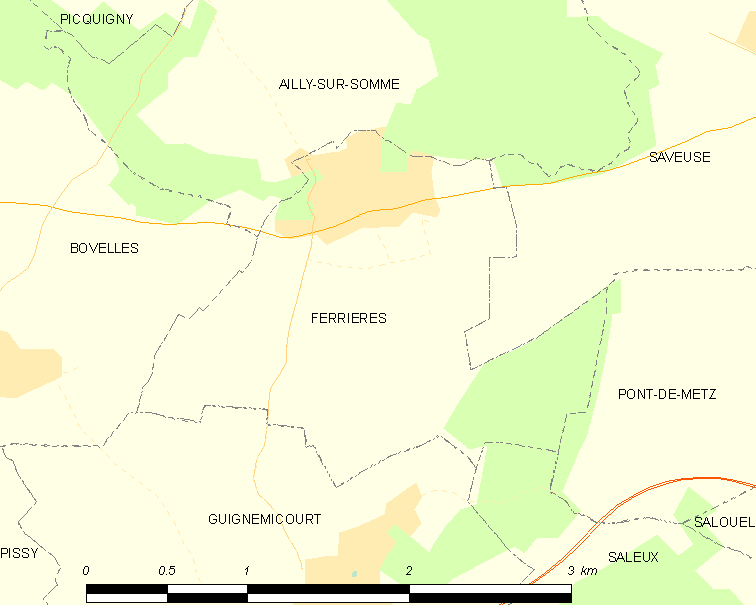

La població ha evolucionat segons el següent gràfic:
Habitants censats

### Habitatges
El 2007 hi havia 190 habitatges, 181 eren l'habitatge principal de la família, 8 eren segones residències i 1 estava desocupat. 188 eren cases i 1 era un apartament. Dels 181 habitatges principals, 168 estaven ocupats pels seus propietaris, 12 estaven llogats i ocupats pels llogaters i 2 estaven cedits a títol gratuït; 3 tenien dues cambres, 15 en tenien tres, 45 en tenien quatre i 118 en tenien cinc o més. 144 habitatges disposaven pel capbaix d'una plaça de pàrquing. A 91 habitatges hi havia un automòbil i a 85 n'hi havia dos o més.

### Piràmide de població
La piràmide de població per edats i sexe el 2009 era:
| Homes | Edats   | Dones |
| ----- | ------- | ----- |
| 0     | 95 o +  | 0     |
| 4     | 90 a 94 | 0     |
| 4     | 85 a 89 | 0     |
| 0     | 80 a 84 | 0     |
| 4     | 75 a 79 | 4     |
| 4     | 70 a 74 | 12    |
| 12    | 65 a 69 | 4     |
| 8     | 60 a 64 | 12    |
| 8     | 55 a 59 | 8     |
| 28    | 50 a 54 | 20    |
| 20    | 45 a 49 | 12    |
| 12    | 40 a 44 | 16    |
| 8     | 35 a 39 | 24    |
| 28    | 30 a 34 | 20    |
| 12    | 25 a 29 | 12    |
| 16    | 20 a 24 | 16    |
| 12    | 15 a 19 | 12    |
| 28    | 10 a 14 | 12    |
| 16    | 5 a 9   | 16    |
| 4     | 0 a 4   | 24    |

## Economia

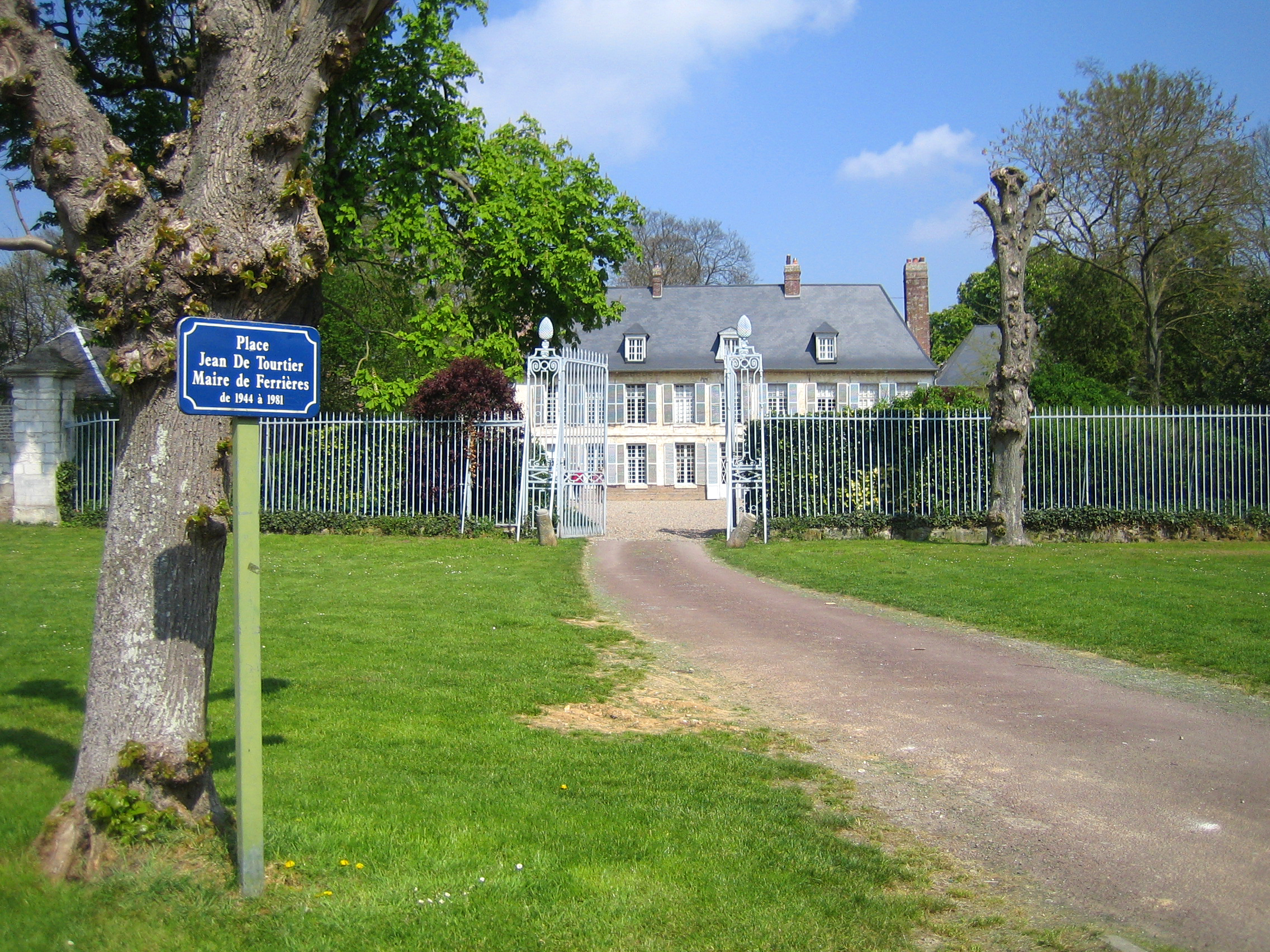

El 2007 la població en edat de treballar era de 339 persones, 235 eren actives i 104 eren inactives. De les 235 persones actives 227 estaven ocupades (126 homes i 101 dones) i 8 estaven aturades (1 home i 7 dones). De les 104 persones inactives 40 estaven jubilades, 34 estaven estudiant i 30 estaven classificades com a «altres inactius».

### Ingressos

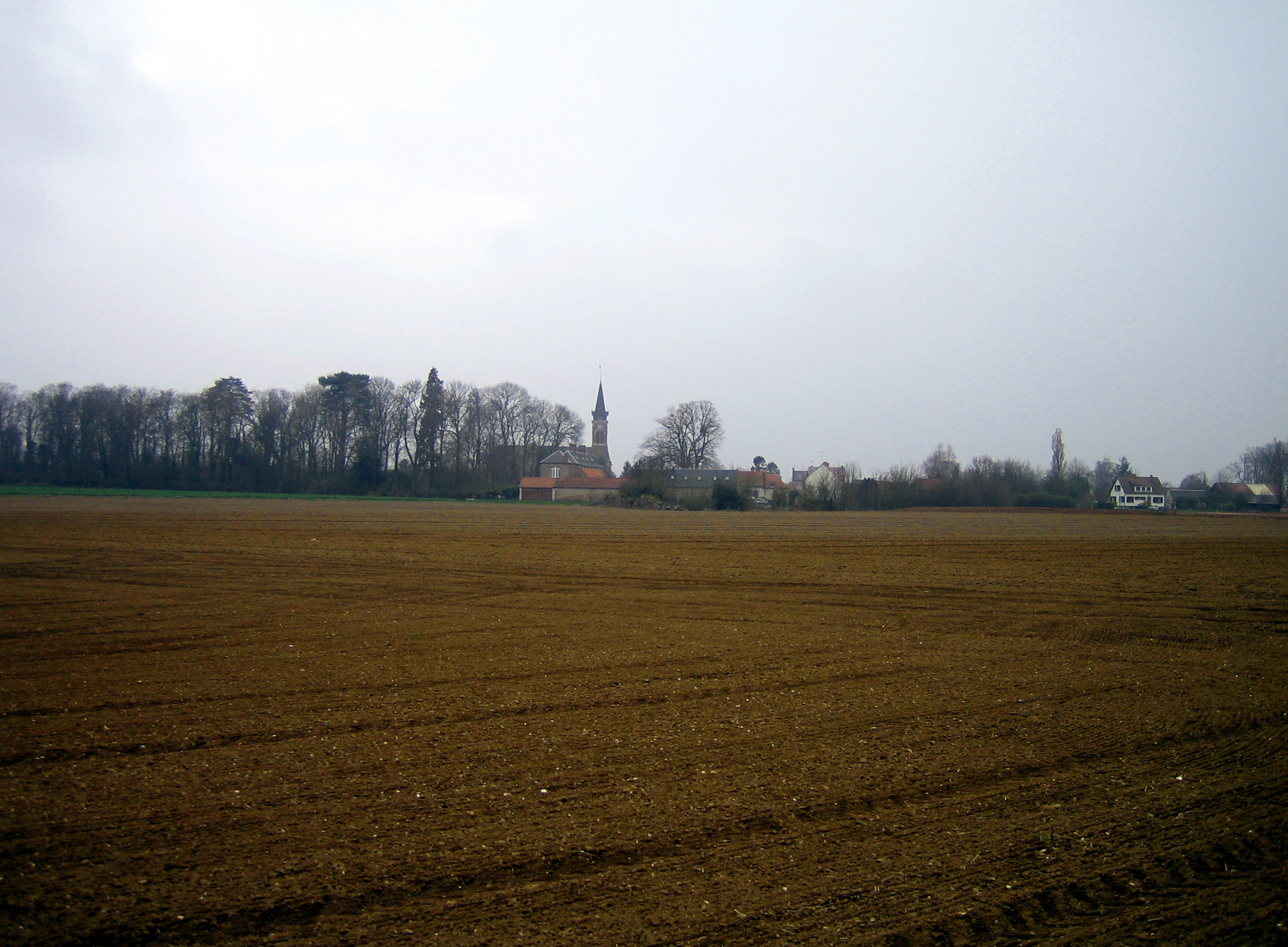

El 2009 a Ferrières hi havia 185 unitats fiscals que integraven 480,5 persones, la mediana anual d'ingressos fiscals per persona era de 24.082 €.

### Activitats econòmiques
Dels 8 establiments que hi havia el 2007, 2 eren d'empreses de construcció, 1 d'una empresa de transport, 2 d'empreses financeres, 1 d'una empresa immobiliària, 1 d'una empresa de serveis i 1 d'una empresa classificada com a «altres activitats de serveis».
Dels 3 establiments de servei als particulars que hi havia el 2009, 1 era una funerària, 1 paleta i 1 lampisteria.

## Equipaments sanitaris i escolars
El 2009 hi havia una escola elemental integrada dins d'un grup escolar amb les comunes properes formant una escola dispersa.

## Poblacions més properes
El següent diagrama mostra les poblacions més properes.